# Качык
Качык (тув. Качык) — село Эрзинского кожууна Республики Тыва. Образует одноимённый сумон, где является единственным населённым пунктом.

## География
Расположено на реке Качык, в 243 км к юго-востоку от столицы республики — города Кызыл.
Самый южный насёленный пункт Тывы, считается отдаленным и труднодоступным местом.
Уличная сеть
Уличная сеть состоит из 25 географических объектов:
4 улиц и 21 местечка
1. ул. Ензак Базыр
2. ул. Комбу Степана
3. ул. Кыргыс Шулуу
4. ул. Спутник

Местечки
1. м. Ак-Довурак
2. м. Ары-Булак
3. м. Барсака
4. м. Баян-Кол
5. м. Баян-Оваа
6. м. Баян-Чыргал
7. м. Булуу
8. м. Доора
9. м. Кара-Суг
10. м. Овааты
11. м. Ору-Сул
12. м. Сотулак
13. м. Тонгулек
14. м. Тоштуг
15. м. Устуу-Сул
16. м. Холгулук
17. м. Хондей
18. м. Хэци
19. м. Чонак-Даш
20. м. Ыяш-Адаа
21. м. Эрик-Бажы

## Население
| 2002 | 2010 | 2011 | 2012 | 2013 | 2014 |
| ---- | ---- | ---- | ---- | ---- | ---- |
| 233  | ↗269 | →269 | ↘264 | ↗267 | ↘265 |
| 2015 | 2016 | 2017 | 2018 | 2019 | 2020 |
| ↘261 | ↘257 | ↘255 | ↗256 | ↘255 | ↘254 |
| 2021 |      |      |      |      |      |
| ↘250 |      |      |      |      |      |

Жители между собой общаются на монгольском языке, но могут говорить по-тувински и по-русски

## История
19-20 сентября 2017 года Качык посетили депутаты Верховного Хурала (парламента) Республики Тыва Александр Санчат и Эрес Хайын, председатель Фонда лошадей Республики Тыва Кара-Куске Чооду, начальник отдела Минсельхоза Тувы Сергей Оюн, члены Союза композиторов Тувы Владимир Серен и Томас Монгуш, самодеятельный артист Антон Кыргыс.

## Инфраструктура
МБОУ «ОМОШ», ФАП.
Сотовая связь по состоянию на 2012 году отсутствовала
В 2016 году подключен к скоростному волоконно-оптическому интернету в рамках выполнения государственной задачи по устранению цифрового неравенства между жителями городского и сельского населения России.